# Lancashire League
Die Lancashire League war eine Fußballspielklasse im Nordwesten Englands, die rund um die Wende vom 19. Jahrhundert ins 20. Jahrhundert bestand. Mittlerweile gibt es einen Wettbewerb für Reservemannschaften aus dem Bereich des Non-League Football gleichen Namens.

## Geschichte
Die Lancashire League gründete sich 1889, nachdem sich am Beispiel der ein Jahr zuvor etablierten Football League gezeigt hatte, dass ein Ligabetrieb erfolgreich durchführbar ist. In der Meisterschaft traten vornehmlich Mannschaften aus dem Bezirk Lancashire an, aber auch Vereine aus benachbarten Regionen gehörten zum Teilnehmerfeld des Wettbewerbs. Im Laufe der Zeit verließen einige Mannschaften den Wettbewerb, um sich der Football League anzuschließen. Nach 14 Jahren ging die Meisterschaft in der Lancashire Combination auf, der Name blieb als zweithöchste Spielklasse dieser Liga zunächst erhalten.
1939 gründete sich ein neuerlicher Wettbewerb unter dem Namen Lancashire League, der für Reservemannschaften der Football-League-Vertreter aus Lancashire gedacht war. Nach einer Spielzeit wurde der Betrieb kriegsbedingt eingestellt. 1949 kam es zu einer Neuauflage als Nachwuchswettbewerb. Zunehmend traten auch Reservemannschaften aus dem Non-League Football an. Nach dem Einführen einer Meisterschaft für Jugendmannschaften durch die Football League traten diese aus dem Wettbewerb aus, so dass seit 1998 lediglich Reservemannschaften aus dem Bereich des Non-League Football gegeneinander antreten.

## Meister
| - 1890 – Higher Walton - 1891 – FC Bury - 1892 – FC Bury - 1893 – FC Liverpool - 1894 – FC Blackpool - 1895 – Fairfield Athletic - 1896 – FC Nelson | - 1897 – FC Chorley - 1898 – New Brighton Tower - 1899 – FC Chorley - 1900 – Stockport County - 1901 – Stalybridge Rovers - 1902 – FC Darwen - 1903 – Southport Central |